# Catamelas
Catamelas là một chi bướm đêm thuộc họ Erebidae.